# 亚历山德鲁·莫吉奥罗什
亚历山德鲁·莫吉奥罗什（羅馬尼亞語：Alexandru Moghioroş；1911年10月23日—1969年10月1日），匈牙利族，匈牙利名为莫吉奥罗什·山多尔（匈牙利語：Mogyorós Sándor），监狱派，罗马尼亚共产党中央政治执行委员会委员、中央书记处书记，罗马尼亚部长会议第一副主席。

## 生平
1911年，出生于奥匈帝国匈牙利王国特兰西瓦尼亚比霍尔州萨隆塔市的农民家庭。
1929年，加入罗马尼亚共产主义青年联盟和罗马尼亚共产党。
1932年，当选为罗马尼亚共产主义青年联盟中央委员。
1933年，任罗马尼亚共产主义青年联盟中央委员会书记。
1935年，在日乌河谷煤矿和雷希察工厂开展共产主义工人运动，被逮捕。
1944年，八·二三武装起义后，获释出狱，任胡内多阿拉州党委第一书记。
1946年，任穆列什州党委第一书记。
1948年，为罗马尼亚工人党中央委员、中央政治局委员，支持“监狱派”联合“莫斯科派”清洗“国内派”。
1950年，任罗马尼亚工人党中央组织局委员、中央书记处书记、农业生产合作社全国委员会主席，分管农业和畜牧业部门。
1951年，任罗马尼亚人民共和国国家农产品征收委员会主席。
1952年，主管组织和干部工作并兼管农业，主持制定《劳动农民共同耕作土地的农业共耕社示范章程》，参与对“波克尔—卢卡反党分裂集团”的揭发和批判。
1953年，任中央组织调查委员会主席，主持制定《农业生产合作社章程》，负责审查和处理波克尔的问题。
1954年，任罗马尼亚人民共和国部长会议副主席、任部长会议第一副主席。
1955年，任部长会议副主席。
1957年，“伏努科沃灾难”。主持“杀马运动”，削减马的数量，对农业产生了灾难性的后果。
1961年，组织对“波克尔—卢卡反党分裂集团”和“基希涅夫斯基—康斯坦丁内斯库分裂主义集团”这两个“反党集团”的再次批判。
1967年，被降到次要位置。
1968年，被解除了党中央政治执委和中央委员会书记的职务。
1969年，病逝。

## 作品
- 《早期的罗马尼亚共产主义青年联盟的英勇斗争事迹》（1949年）
- 《统一的青年工人组织的任务》（1949年）
- 《青年工作者和1933年2月斗争》（1949年）
- 《工人党的合并：社会主义意识形态在罗马尼亚的胜利》（1952年）
- 《加强工人阶级政党是社会主义在罗马尼亚胜利的保证》（1952年）
- 《提高党的工作水平，保证社会主义建设任务的圆满完成》（1953年）